# Ceratomantis saussurii
Ceratomantis saussurii är en bönsyrseart som beskrevs av Wood-mason 1876. Ceratomantis saussurii ingår i släktet Ceratomantis och familjen Hymenopodidae. Inga underarter finns listade i Catalogue of Life.